# گووژجتسه
گووژجتسه (به لاتین: Gwoździce) یک روستا در لهستان است که در گمینا کراپکوویتسه واقع شده‌است.